# Baden
För andra betydelser, se Baden (olika betydelser).

Situationen fram till 1945

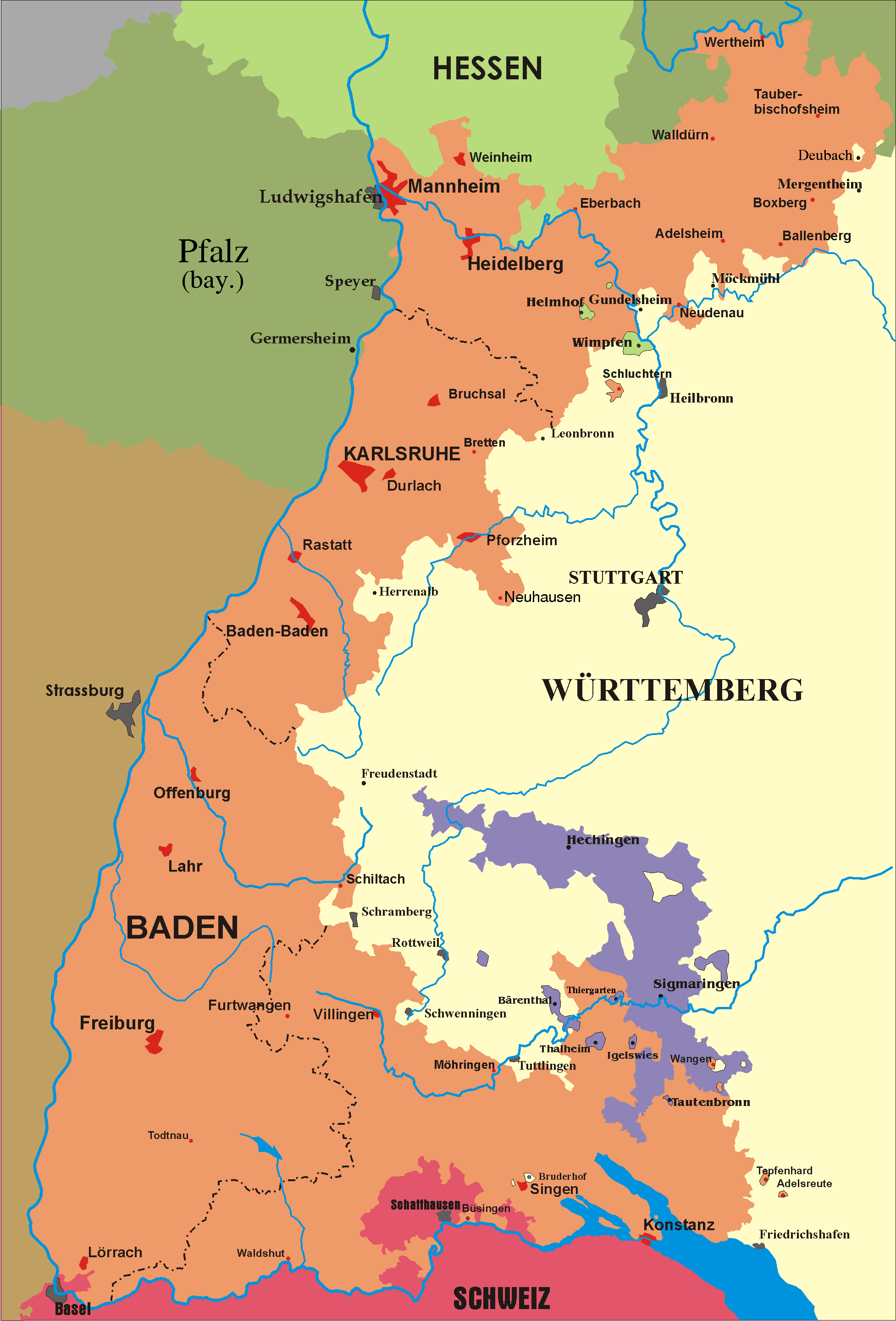
Baden 1806–1945

Baden är en historisk region i sydvästra Tyskland som tidigare var ett storhertigdöme och blev en republik 1918 i samband med Tyska revolutionen. Sedan 1952 ingår dess områden i delstaten Baden-Württemberg.

## Historia
Baden var från 1100-talet ett markgrevskap i ätten Zähringens besittning. Det var under större delen av medeltiden uppdelat i mindre områden. Under Kristoffer I förenades det, men vid hans död 1527 uppdelades det åter fram till 1771 i det övre markgrevskapet eller Baden-Baden, som förblev katolskt, medan det nedre markgrevskapet, eller Baden-Durlach, till en början med Pforzheim, senare med Durlach som huvudstad, blev, 1555 slutgiltigt, protestantiskt. För de bägge furstehusen är Bernhard III och Ernst stamfäder. Då Georg av Baden-Baden avled 1771, förenades bägge länderna under Karl Fredrik av Baden-Durlach. Han valde det av hans farfar Karl Vilhelm 1715 grundade Karlsruhe till residens. Baden hade genom föreningen vuxit ansenligt, men först genom Napoleonkrigen kom det att bli en av de främsta makterna i sydvästra Tyskland.
1803 erhöll Baden sitt område avrundat på bekostnad av flera närbelägna biskopsdömen, stift och riksstäder samt Pfalz. Rhens dalgång blev gränsen mellan Baden och Frankrike. Vid freden i Pressburg 1805 förvärvade landet ytterligare områden, bland annat Breisgau och Konstanz. Slutligen erhöll det genom freden i Wien 1809 ett område med 45 000 innevånare av Württemberg, men måste avstå ett mindre området åt storhertigdömet Hessen. Även landets statsrättsliga ställning förändrades. Markgreven Karl Fredrik erhöll 1803 kurfustetiteln och lät 1806 förklara sig suverän. För sitt inträde i Rhenförbundet erhöll han, jämte titeln storhertig, suveräniteten inom sina landområden över de riksomedelbara ständerna och riksadeln. Karl Fredrik dog 1811 och efterträddes av sin son Karl, som stod Frankrike nära ända till efter slaget vid Leipzig. Decennierna därefter domineras av författningsstrider. 22 augusti 1818 gav storhertig Karl landet en författning.
Hans efterträdare motverkade emellertid reformförslagen, och striden mellan liberala och konservativa stod het. Ett radikalt parti under Friedrich Hecker och Gustav Struve bildades på 1840-talet, och under inflytande av februarirevolutionen i Frankrike 1848 utbröt ett uppror i september samma år, men undertrycktes efter en kort tid av hessiska och würtembergska trupper. Däremot ledde ett myteri bland garnisonstrupperna i Karlsruhe och Rastatt 1849 till republikens proklamerande i maj. Man beslöt att slå samman hären med folkvärnen under självvalda ledare och upprättade ett utskott för genomförandet av riksförfattningen. Storhertig Leopold och ministrarna flydde till Elsass, och utskottet under Lorenz Brentano gjorde sitt intåg i Karlsruhe. En landsförsamling sammankallades och öppnades i juni 1849. Den dominerades helt av landets radikala element och förmådde inte stabilisera landet. Preussiska trupper ingrep under sedermera kejsar Vilhelm I, inryckte sedan i Karlsruhe och besatte hela Baden. Preussiska trupper stannade kvar i landet och storhertig Leopold upplöste lantdagen.
Efter Fredrik I:s övertagande av styret följde vissa liberala reformer, som kyrkans oavhängighet från staten.

### Baden i Kejsardömet Tyskland
I det tyska kriget 1866 stod Baden på Österrikes sida, men sedan hertigdömets trupper kämpat utan framgång slöt storhertigen i juli ett vapenstillestånd med preussarna, vilket inom kort övergick i fred. Under medverkan av den preussiska överbefälhavaren general von Beyer fick Badens armé preussisk beväpning och organisation. År 1870 slöt sig Baden omedelbart till Preussen och deltog med en armékår i kriget mot Frankrike. Man ingick samma år i Nordtyska förbundet, och uppgick 1871 i tyska riket. Baden var högborg för liberalerna och Centrumpartiet. Efter Tysklands nederlag i första världskriget abdikerade Fredrik II och Baden blev republik.

### Republiken Baden 1918-1945
I Baden antogs i juli 1904 en författningsreform, varigenom direkt valrätt infördes till lantdagen och Första kammaren demokratiserades genom inrättande av valkurier för handel, industri, jordbruk, större och mellanstora städer. Lantdagsvalen 1905 gjorde centern till Andra kammarens starkaste parti, men en sammanslutning av nationalliberaler, frisinnade och demokrater i taktisk allians med socialdemokraterna ("storblocket") omöjliggjorde klerikal-konservativ majoritet vid kulturfrågors behandling. Efter valen bildades ny ministär av Alexander von Dusch, vilken som konseljpresident kvarstod till december 1917 och ledde styrelsen i moderat framstegsvänlig anda. Vid lantdagsvalen 1913 ökade centern och de konservativa i mandatantal, och "storblockets" majoritet blev mindre säker. Regeringen motsatte sig 1913 kraven på proportionella val och 1914 vänsterns yrkande på den obligatoriska religionsundervisningens avskaffande.
Under första världskriget rådde i det längsta borgfred mellan partierna, men i november 1917 utträdde socialdemokraterna ur "storblocket", och kraftiga yrkanden på ny författningsreform framställdes. Duschs efterträdare som konseljpresident, Heinrich von und zu Bodman, avtalade med lantdagspartierna i oktober 1918 genomförande av strängt parlamentarisk styrelseform, men denna utveckling avbröts genom revolutionen. Storhertig Fredrik II (regerande från sin fader Fredrik I:s död 1907) avsade sig den 22 november 1918 tronen för sig och sin ätt (en provisorisk regering av representanter för socialdemokraterna, de liberala och centern hade bildats redan den 10 november). Revolutionen försiggick i Baden stillsammare än i någon annan tysk landsdel, och endast Karlsruhe och Mannheim berördes av spartakiströrelsen. Styrelsen kom efter den republikanska författningens införande 1919 att föras av koalitionsregeringar med representanter för socialdemokraterna, demokraterna och centern; statspresident och ordförande i regeringen var 1922 Hermann Hummel. Enligt Versaillesfreden 1919 skulle fransmännen till 1935 besätta Hanauområdet och Kehl, och till 1927 skulle Kehl tillsammans med Strassburg utgöra en enhetlig Rhenhamn.

### Baden efter 1945
Efter andra världskriget delades Baden upp i två ockupationszoner: Den norra delen av Baden blev tillsammans med norra Württemberg området Württemberg-Baden i den amerikanska zonen. Stuttgart var huvudstad. Den södra delen av Baden blev under namnet Südbaden och senare under namnet Baden en del av den franska ockupationszonen med Freiburg im Breisgau som huvudstad.
I slutet av april 1952 blev Baden, efter en omdiskuterad folkomröstning, en del av den nya delstaten Baden-Württemberg.